# Карлос Рівас
Карлос Рівас (ісп. Carlos Rivas, нар. 24 травня 1953, Чимбаронго) — чилійський футболіст, що грав на позиції півзахисника за низку чилійських клубних команд, а також національну збірну Чилі.

## Клубна кар'єра
У дорослому футболі дебютував 1971 року виступами за команду клубу «Аудакс Італьяно».
Згодом з 1973 по 1977 рік грав у складі команд клубів «Депортес Антофагаста», «Депортес Консепсьйон» та «Сантьяго Морнінг».
Своєю грою за останню команду привернув увагу представників тренерського штабу клубу «Коло-Коло», до складу якого приєднався 1978 року. Відіграв за команду із Сантьяго наступні п'ять сезонів своєї ігрової кар'єри. Більшість часу, проведеного у складі «Коло-Коло», був основним гравцем команди.
Частину 1983 року захищав кольори команди клубу «Сантьяго Вондерерз», а завершив професійну ігрову кар'єру у клубі «Уніон Еспаньйола», за команду якого виступав протягом 1983—1984 років.

## Виступи за збірну
1975 року дебютував в офіційних матчах у складі національної збірної Чилі. 
У складі збірної був учасником розіграшу Кубка Америки 1979 року, де разом з командою здобув «срібло», а також чемпіонату світу 1982 року в Іспанії, де був запасним гравцем і на поле не виходив.
Загалом протягом кар'єри у національній команді, яка тривала 8 років, провів у формі головної команди країни 24 матчі, забивши 4 голи.

## Титули і досягнення
- Срібний призер Кубка Америки: 1979